# NGC 2242
NGC 2242 bezeichnet einen planetarischen Nebel im Sternbild Fuhrmann. 
Der Nebel wurde von dem Astronom Lewis A. Swift am 24. November 1886 mithilfe eines 16-Zoll-Teleskops entdeckt und später von Johan Dreyer im New General Catalogue verzeichnet.